# Anywhere Is
Anywhere Is é um single da cantora Enya, lançado em 1995 pela Warner Music. A música fez parte da trilha sonora da telenovela Quem É Você?.